# Nordwestuckermark
Nordwestuckermark település Németországban, azon belül Brandenburgban. Lakosainak száma 4145 fő (2023. december 31.).

## Fekvése
Neubrandenburgtól délkeletre fekvő település.

## Népesség
A település népessége az elmúlt években az alábbi módon változott:
| Lakosok száma | 5659 | 5512 | 4762 | 4182 | 4155 | 4173 | 4145 |
|               | 1990 | 2000 | 2010 | 2020 | 2021 | 2022 | 2023 |